# A Vida de Jó
A Vida de Jó é uma minissérie brasileira de drama histórico, produzida pela Seriella Productions. Ela estreou primeiro no Univer Vídeo no dia 15 de agosto de 2025 e tem previsão de ser exibida na Record a partir de 15 de setembro de 2025, substituindo Paulo, o Apóstolo.
A minissérie contará a história de Jó, personagem bíblico conhecido por sua fé inabalável diante de provações extremas.
Criada por Cristiane Cardoso é escrita por Aline Munhoz, Carolina Viel, Jaqueline Corrêa, Meuri Luiza e Raphaela Castro e conta com direção de Alexandre Avancini, a é estrelada por Guilherme Berenguer, Juliana Didone, Enzo Krieger, Mah Duarte, Camila Rodrigues, Mharessa e Giuseppe Oristanio.

## Sinopse
A trama acompanha a jornada de Jó, um homem íntegro e temente a Deus que, repentinamente, vê sua vida desmoronar. Ele perde seus bens, sua família e sua saúde, mas se mantém firme em sua fé. A narrativa explora suas dores, questionamentos e sua busca por respostas em meio ao sofrimento.

## Elenco
| Intérprete            | Personagem       |
| --------------------- | ---------------- |
| Guilherme Berenguer   | Jó               |
| Juliana Didone        | Raquel           |
| Camila Rodrigues      | Sera             |
| Bruno Kott            | Efraim           |
| Thales Huebra         | Manassés         |
| Renato Rabelo         | Elifaz           |
| Robson Santos         | Zofar            |
| Maurício Ribeiro      | Bildade          |
| Marcelo Filho         | Eliú (jovem)     |
| Luma Vidal            | Ahmés            |
| Juliane Portella      | Tirza            |
| Iran Malfitano        | Dotan            |
| Heitor Martinez       | Rúben            |
| Emilio Orciollo Netto | Issacar          |
| Fernando Pavão        | José             |
| Francisca Queiroz     | Azenate          |
| Aldo Perrota          | Simeão           |
| Fabio Villa Verde     | Levi             |
| Jefferson da Fonseca  | Judá             |
| Tatsu Carvalho        | Aser             |
| Gesão Mendonça        | Dã               |
| Robson Fernando       | Gade             |
| Fernando Roncato      | Benjamin         |
| Marina Elias          | Diná             |
| Esther de Oliveira    | Sofia            |
| Enzo Krieger          | Jó (jovem)       |
| Mah Duarte            | Raquel (jovem)   |
| Mharessa              | Sera (jovem)     |
| Giuseppe Oristanio    | Jacó             |
| Gabriel Vivan         | Efraim (jovem)   |
| Hall Mendes           | Manassés (jovem) |
| Henrique Camargo      | Dotan (jovem)    |
| Gabriel Kaufmann      | Carmi            |
| Luckas Moura          | Zoar             |
| Vitor Figueiredo      | Tola (jovem)     |
| Kauan Ceglio          | Puva (jovem)     |
| Vitor Valle           | Sinrom (jovem)   |
| Vittoria Seixas       | Reumá (jovem)    |
| Roberta Teixeira      | Iscá             |
| Catarina Dantas       | Zilá (jovem)     |
| Becca Guerra          | Dalia (jovem)    |
| Bryan Sant            | Zofar (jovem)    |
| Milena Melo           | Ahmés (jovem)    |

### Participações Especiais
| Intérprete          | Personagem        |
| ------------------- | ----------------- |
| Igor Cotrim         | Potífera          |
| Leonardo Franco     | Deus              |
| Floriano Peixoto    | Satanás           |
| Rômulo Weber        | Gabriel           |
| Bernardo Mesquita   |                   |
| Renzo Furtado       | Zion              |
| Fellipe Castro      | Joanias           |
| Pedro David         | Ariel             |
| Julia Svacina       | Yael              |
| Rodrigo Marroig     | Matheus           |
| Alanna Viana        | Sila              |
| Antonella Benvenuti | Azuri             |
| Lucas Duh           | Tibni             |
| Alex Moczy          | Eliú              |
| Gabriel Sabino      | Tola              |
| Fabio Guará         | Puva              |
| Anthony Almeida Jr  | Sinrom            |
| Marcela Siqueira    | Reumá             |
| Alexia Annes        | Zilá              |
| Luiza Filaretti     | Dalia             |
| Neto Nascimento     | Jó (criança)      |
| Bernardo Brasil     | Zion (criança)    |
| Gabriel Fontenelle  | Joanias (criança) |
| Lucca Almeida       | Ariel (criança)   |
| Elisa Penido        | Yael (criança)    |

## Produção
A Record anunciou em novembro de 2024 a produção de uma minissérie bíblica sendo baseada na trajetória de Jó, chegando a ter o nome deste como título provisório. Assim como em outras obras anteriores, Cristiane Cardoso foi anunciada como autora principal. Além disso, a história de Jó já chegou a ser abordada de maneira resumida em Gênesis (2021), levando o público a pedir pela produção de uma obra baseada nesse personagem.
Em fevereiro de 2025, a emissora definiu a sua fila de produções, colocando a série para estrear logo após Paulo, o Apóstolo no horário nobre. A ideia era evitar novas reprises na faixa com o esgotamento de títulos disponíveis. A série chegou a ter também como título provisório A História de Jó, sendo definida mais tarde como A Vida de Jó.

### Escolha do elenco
Guilherme Berenguer foi o escolhido para ser o personagem-título na fase adulta, marcando seu retorno à televisão desde Milagres de Jesus (2014), quando se afastou da dramaturgia ao se mudar para Los Angeles. Outros nomes confirmados foram Juliana Didone, que dará vida à esposa do protagonista, voltando a participar de uma produção na Record cinco anos após Topíssima (2019), seu último trabalho na emissora Em 2004, Berenguer e Juliana Didone foram par romântico na temporada de Malhação, prometendo repetir o sucesso da novela teen, gerando grande repercussão. Enzo Krieger, que interpretará Jó na juventude, conhecido por seus papéis de destaque em As Aventuras de Poliana e Poliana Moça. Mah Duarte, que divide o papel com Juliana Didone, terá seu segundo trabalho na TV aberta e em produções bíblicas anteriormente esteve na 13ª temporada da série Reis, interpretando Adina, irmã de Acabe.
Camila Rodrigues foi confirmada como a personagem Sera, emendando sua terceira vilã consecutiva, após viver papéis de destaque em Gênesis e A Rainha da Pérsia. Mharessa Fernanda foi convocada para viver a fase jovem da personagem, depois de protagonizar a 12ª temporada de Reis. Emilio Orciollo Netto foi confirmado como o pai de Jó, o protagonista. Juliana Knust chegou a fazer testes e chegou a ser escalada para o elenco, mas optou por integrar a série E Agora? Quem Vai Ficar Com a Mamãe?, do SBT. O elenco também conta com o retorno de Fernando Pavão à Record, após trabalhos na TV Globo em Família é Tudo e na quarta temporada da série Arcanjo Renegado, além de marcar uma nova parceria entre Leonardo Franco e Floriano Peixoto, que atuaram juntos em Paulo, o Apóstolo, novela antecessora da emissora.